# Conrad Karl Röderer
Conrad Karl Röderer (Trogen, 12 luglio 1868 – San Gallo, 28 agosto 1928) è stato un tiratore a segno svizzero.

## Carriera
Partecipò ai Giochi della II Olimpiade di Parigi nel 1900 dove vinse due medaglie d'oro nella prova di pistola militare a squadre e pistola militare individuale.
Fu più volte presente anche ai Campionati mondiali di tiro dove ottenne in tutto cinque medaglie d'oro, due d'argento e una di bronzo.

## Palmarès
| Anno | Manifestazione | Sede    | Evento                       | Risultato |
| ---- | -------------- | ------- | ---------------------------- | --------- |
| 1900 | Olimpiadi      | Parigi  | Pistola militare individuale | Oro       |
| 1900 | Olimpiadi      | Parigi  | Pistola militare a squadre   | Oro       |
| 1900 | Mondiali       | Parigi  | Pistola individuale          | Oro       |
| 1900 | Mondiali       | Parigi  | Pistola a squadre            | Oro       |
| 1901 | Mondiali       | Lucerna | Pistola a squadre            | Oro       |
| 1902 | Mondiali       | Roma    | Pistola a squadre            | Oro       |
| 1904 | Mondiali       | Lione   | Pistola a squadre            | Oro       |
| 1906 | Mondiali       | Milano  | Pistola a squadre            | Argento   |
| 1909 | Mondiali       | Amburgo | Pistola a squadre            | Argento   |
| 1911 | Mondiali       | Roma    | Pistola a squadre            | Bronzo    |